# Anaptilora
Anaptilora là một chi bướm đêm thuộc họ Gelechiidae.